# Angelino Soler
Angelino Soler Romaguera (Alcàsser, 25 november 1939) is een Spaans voormalig wielrenner.

## Carrière
Soler, bijgenaamd de gek, werd vanwege zijn grote explosiviteit en tactisch inzicht beschouwd als de opvolger van de Spaanse sprinter Miguel Poblet. Hij won op slechts 21-jarige leeftijd de Ronde van Spanje, waarmee hij tot op heden (2024) de jongste Vuelta-winnaar aller tijden is.
Sinds het overlijden van Bernardo Ruiz in 2025 is hij de oudste nog levende winnaar van een grote ronde.

## Belangrijkste overwinningen
1959
- Ronde van Lleida

1960
- 4e etappe (deel B) Ronde van Levante

1961
- Eindklassement Ruta del Sol
- Eindklassement Madrid-Barcelona
- 1e (TTT) en 6e etappe Ronde van Spanje
- Eindklassement Ronde van Spanje

1962
- Ronde van Venetië
- 3e, 16e en 18e etappe Ronde van Italië
- Bergklassement Ronde van Italië

1963
- 1e etappe Ronde van Sardinië

1964
- 2e etappe Eibarko Bizikleta
- 7e etappe Ronde van Italië

1965
- 1e etappe Subida a Arrate
- 3e etappe (deel B) Circuit du Provençal

1966
- 3e etappe Ronde van Levante
- Eindklassement Ronde van Levante

1967
- 6e etappe Ronde van Levante

## Resultaten in voornaamste wedstrijden
| Jaar | Ronde van Italië | Ronde van Frankrijk | Ronde van Spanje |
| ---- | ---------------- | ------------------- | ---------------- |
| 1961 |                  |                     | ↑ (1)            |
| 1962 | 12e (3)          | opgave              |                  |
| 1963 |                  | 6e                  |                  |
| 1964 | 17e (1)          |                     |                  |
| 1965 |                  | 22e                 |                  |
| 1966 |                  |                     | 9e               |
| 1967 |                  |                     | 11e              |

| Jaar | Milaan-San Remo |  | WK op de weg |  | Wereldranglijsten |
| ---- | --------------- |  | ------------ |  | ----------------- |
| 1961 |                 |  |              |  |                   |
| 1962 |                 |  | 24e          |  |                   |
| 1963 | 41e             |  | 21e          |  | 21e (SPP)         |
| 1964 | 62e             |  | 26e          |  |                   |
| 1965 |                 |  |              |  |                   |
| 1966 |                 |  |              |  |                   |
| 1967 |                 |  |              |  |                   |

Wielerploegen van Angelino Soler
Bahamontes ·
Belmonte ·
Bertrán ·
Botella ·
Coekaerts ·
Company ·
Derboven ·
Galdeano ·
Herrero ·
Horemans ·
Impanis ·
Kerckhove ·
Manzaneque ·
Masip ·
Moreno ·
Pacheco ·
San Emeterio ·
Schroeders ·
Soler ·
Sorgeloos ·
Suárez ·
Timoner ·
Utset · 
Van Looveren · 
Van Looy  ·
Van Meenen ·
Vanderlinden
Baens ·
Botella ·
Derboven ·
Desmet ·
van Est ·
Fischerkeller ·
García ·
A. Gómez del Moral ·
J. Gómez del Moral ·
Haelterman ·
Herrero ·
Impanis ·
Kerckhove ·
Mas ·
Moreno ·
Post ·
Proost ·
Quesada ·
Rosa ·
Santiago Montilla ·
Schroeders ·
Seco ·
Soler ·
Sorgeloos ·
Tomas ·
Tortellá ·
Vanden Bogaert · 
Van Genechten ·
Van Looveren · 
Van Looy  ·
Van Tongerloo ·
Vanderlinden · 
van de Ven
Andries ·
Bocklant ·
Boonen ·
Borra ·
Boucquet ·
Brands ·
Colmenarejo ·
E. Coppens ·
R. Coppens ·
Couchez ·
Covent ·
De Pré ·
Dekkers ·
D. Delameilleure ·
G. Delameilleure ·
De Loof ·
A. Desmet ·
W. Desmet ·
Foré ·
G. García ·
H. García ·
Gómez del Moral ·
Gonzales ·
Henckaerts ·
Heuvelmans ·
Jiménez ·
Jongen ·
Lauwers ·
Lenaers ·
Mangeas ·
Mayoral ·
Mendiburu ·
Nijdam ·
Oellibrandt ·
Ongenae ·
Peelen ·
Planckaert ·
Quesada ·
Roman ·
Rosa ·
Samyn ·
Sánchez ·
Segu ·
Sels ·
Sivilotti ·
Soler ·
Stevens ·
Suárez ·
Suñé ·
Tortellá ·
Tous ·
Van den Broeck ·
Van Der Vloet · 
Van Holsbeke · 
Van Tongerloo ·
Vandecaveye · 
Vandenberghe ·
Vanhoutte
Arze ·
Bazire ·
Bölke ·
Bracke ·
Chainniaux ·
Charruau ·
Daems ·
Delattre ·
Delisle ·
Descombin ·
Duez ·
Dumont ·
Forestier ·
Gaignard ·
Guimbard ·
Hamon ·
Jacquemin ·
Kubacki ·
Le Hec ·
Le Mellec ·
Le Menn ·
Letort ·
Mertens ·
Nédélec ·
Niel ·
Pamart ·
Paris ·
Pingeon ·
Ramsbottom ·
Raymond · 
Raynal ·
Remon ·
Scob ·
Seyve ·
Simpson  ·
Soler ·
Valdois ·
Van Coningsloo ·
Zimmermann